# Genesis Nomad
Genesis Nomad, также известная под названием Sega Nomad — портативная версия домашней игровой приставки Sega Mega Drive, выпущенная в 1995 году компанией Sega для североамериканского рынка. Приставка была создана на основе другой портативной приставки Mega Jet, которая является версией Mega Drive, предназначенной для использования на самолётах Japan Airlines. Nomad стала последней портативной системой, выпущенной компанией Sega. Её также можно подключать к телевизору с помощью видеовыхода.
Выпущенная в конце эпохи Mega Drive, игровая приставка Nomad имела короткий срок жизни. Она продавалась исключительно в Северной Америке и использовала региональную блокировку. Из-за того, что Sega сосредоточилась на Sega Saturn, Nomad не получила достаточной поддержки и была несовместима с несколькими периферийными устройствами Mega Drive, в том числе с Power Base Converter, Sega CD и 32X. Было продано около 1 миллиона экземпляров Nomad, и она считается коммерческим провалом.

## История

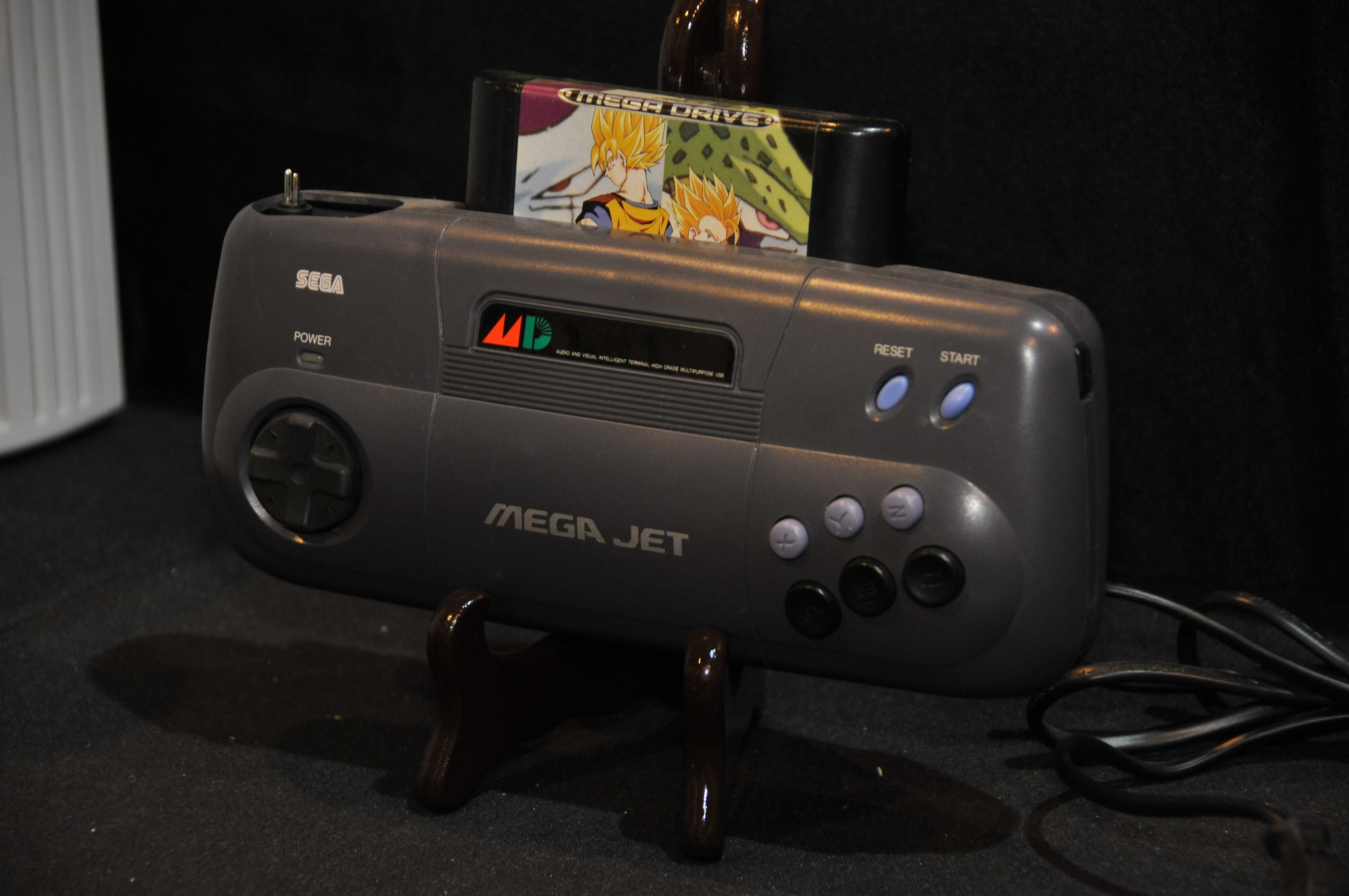
Mega Jet, портативный вариант Mega Drive, разработанный для использования в самолётах и автомобилях. Он послужил источником вдохновения для разработки Sega Nomad.

В 1988 году компания Sega выпустила приставку Mega Drive, которой в Северной Америке было дано название Genesis. Позже Sega выпустила портативную версию Mega Drive под названием Mega Jet, предназначенную для использования на самолётах авиакомпании Japan Airlines. Для работы Mega Jet требуется подключение к телевизионному экрану и источнику питания, поэтому вне самолётов её можно использовать только в автомобилях, оборудованных телевизором и гнездом для прикуривателя. При использовании на самолётах Mega Jet подключается к мониторам в подлокотниках. В 1994 году в продажу в японских универмагах было выпущено ограниченное количество экземпляров Mega Jet, но устройство не получило коммерческого успеха.
Первоначально на смену Game Gear планировалось разработать приставку с сенсорным экраном. Однако в то время технология сенсорных экранов была молодой и дорогостоящей, поэтому Sega решила отложить эту идею и взялась за разработку Nomad, портативной версии Mega Drive. Кодовым названием во время разработки было Project Venus (с англ. — «Проект Венера»). Sega надеялась извлечь выгоду из высокой популярности приставки Mega Drive в Северной Америке. На тот момент Sega Nomad была единственной портативной игровой системой, которая могла подключаться к телевизору.
Nomad была выпущена в продажу только в Северной Америке, в октябре 1995 года. Выпуск приставки состоялся через пять лет после выхода Mega Drive, и в продаже уже было больше 500 игр для неё. В комплект к приставке планировалось добавить игру The Ooze от Sega Technical Institute, но от этого в итоге отказались. По словам Джо Миллера, бывшего руководителя отдела исследований и разработок американского подразделения Sega, приставка Nomad не планировалась как замена Game Gear, и у Sega не было планов на новое портативное устройство.
На тот момент Sega занималась поддержкой пяти различных приставок: Saturn, Mega Drive, Game Gear, Pico и Master System, а также двух дополнений Mega-CD и 32X. В Японии приставка Mega Drive никогда не была успешной, а Saturn на тот момент оказалась успешнее PlayStation компании Sony, и поэтому генеральный директор Sega Enterprises Хаяо Накаяма решил сосредоточиться на Saturn, что привело к прекращению поддержки Mega Drive и продуктов на её базе. Кроме этого, на рынке доминировала портативная приставка Game Boy компании Nintendo, а с выходом Pokémon Red и Blue её позиции значительно усилились. Это негативно повлияло на продажи Nomad, и к 1999 году приставка продавалась менее чем за треть от первоначальной цены.

## Технические характеристики

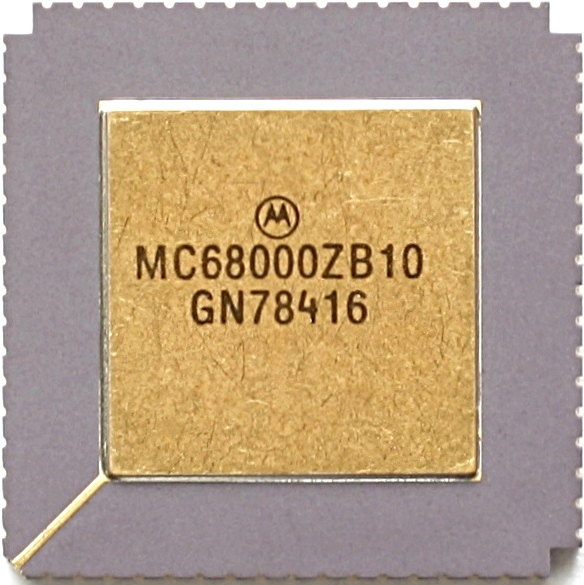
Процессор Motorola MC68000, аналогичный использованному в Nomad

Как и у Mega Drive с Mega Jet, в качестве главного микропроцессора приставки Nomad используется Motorola 68000. Память, графика и звук Nomad идентичны приставке Mega Drive, а единственное различие заключается в том, что благодаря экрану приставка полностью самодостаточна. Nomad имеет 3,25-дюймовый цветной жидкокристаллический экран с подсветкой и аудио-/видеовыход, который позволяет подключать приставку к телевизору. Внешний вид портативной системы был выполнен по аналогии с Game Gear, но для полной совместимости с более поздними играми для Mega Drive было сделано шесть кнопок.
Частью устройства приставки также являются красный выключатель питания, разъём для наушников, диск регулировки громкости и отдельный вход контроллера для многопользовательских игр. Порт контроллера предназначен для второго игрока, поэтому с его помощью нельзя играть в одиночные игры. Питание Nomad осуществляется либо с помощью адаптера переменного тока, либо с помощью аккумуляторного блока Genesis Nomad PowerBack, либо шести элементов AA.
Nomad полностью совместима с несколькими периферическими устройствами для Mega Drive, такими как Sega Activator, Team Play Adaptor, Mega Mouse, и с дополнениями для работы с сетевыми службами Sega Channel и XBAND. Однако при этом Nomad несовместима с адаптером Power Base Converter и дополнениями Sega CD и 32X. Поэтому Nomad способна воспроизводить игры только для Mega Drive, в то время как обычная Mega Drive при наличии соответствующих дополнений способна воспроизводить и игры для Master System, Sega CD и 32X.

## Игры
У Nomad нет собственной библиотеки игр, и вместо этого она использует игры, выпущенные для Mega Drive. На момент выхода Nomad насчитывалось более 500 игр, которые можно было запустить на приставке. При этом в Sega решили не добавлять игру в комплект к приставке. Nomad может запускать нелицензированные, homebrew и пиратские игры, сделанные для Mega Drive. Некоторые более ранние игры от сторонних производителей имеют проблемы с запуском на Nomad, но их можно успешно запустить с помощью устройства Game Genie. Из-за несовместимости с дополнениями к Mega Drive, приставка не может запускать игры для Sega Master System, Sega CD и Sega 32X. Приставка использует два метода региональной блокировки, физический и программный, однако были найдены способы их обхода.

## Восприятие и наследие
Обозревая Nomad вскоре после выпуска, журнал Game Players посчитал цену «немного завышенной», но отметил, что это лучшая портативная система на рынке, и порекомендовал выбрать её вместо обычной Mega Drive, поскольку на ней можно играть в те же самые игры в портативном формате. В обзоре за 1997 год команда из четырёх редакторов журнала Electronic Gaming Monthly поставила Nomad оценки 8,0, 6,5, 7,0 и 7,5. Они высоко оценили поддержку всей библиотеки игр Mega Drive, но раскритиковали большой расход заряда батареи и отметили, что, несмотря на недавнее снижение цены, Nomad всё ещё достаточно дорогая, и это может отпугнуть заинтересованных покупателей. В целом они похвалили экран, но отметили, что его маленький размер затрудняет прохождение некоторых игр. Sushi-X назвал Nomad лучшей портативной игровой системой из представленных на рынке, в то время как три его коллеги по обзору высказали больше опасений, заявив, что у этой модели есть достоинства, но, возможно, её не стоит покупать. Однако в своём первом обзоре за 1996 год обозреватели из Electronics Gaming Monthly отметили, что экран страдает от размывания при движении, особенно при быстрой прокрутке.
Блейк Сноу из GamePro поместил Nomad на пятое место в своём списке «10 самых плохо продаваемых портативных систем всех времён», критикуя неудачное время выхода на рынок, недостаточную рекламу и малое время автономной работы. Скотт Алан Марриотт из Allgame объяснил причину низких продаж Nomad не только выбором времени, заявив: «Причиной провала Nomad вполне могло быть сочетание неудачного выбора времени, недоверия к компании и относительно высокой стоимости устройства (без игры в комплекте). Владельцы Mega Drive были слишком осторожны, чтобы вкладывать деньги в ещё одну 16-битную систему». Стюарт Хант из Retro Gamer, однако, высоко оценил Nomad, сказав в ретроспективном обзоре, что Nomad была «первой настоящей 16-битной портативной системой» и назвал её лучшим вариантом приставки Mega Drive. Он отметил коллекционную ценность Nomad, обусловленную малым объёмом производства, и заявил: «Если бы Sega разработала концепцию Nomad до Mega Drive 2 и выпустила её в качестве истинной преемницы Mega Drive… то, возможно, Sega преуспела бы в своей первоначальной цели — продлить жизнь Mega Drive в США». В 2017 году была разработана модификация, позволяющая Nomad заряжаться от устройств с USB портом.